# Jurij Kasionkin
Jurij Ołeksandrowycz Kasionkin, ukr. Юрій Олександрович Касьонкін, ros. Юрий Александрович Касёнкин, Jurij Aleksandrowicz Kasionkin (ur. 26 stycznia 1950 w Kirowohradzie, Ukraińska SRR, zm. 24 sierpnia 2013 w Kirowohradzie, Ukraina) – ukraiński piłkarz, grający na pozycji pomocnika, trener piłkarski.

## Kariera piłkarska
W 1968 rozpoczął karierę piłkarską w klubie Zirka Kirowohrad. W 1972 został powołany do wojska, gdzie służył w Dynamo Chmielnicki. W 1974 powrócił do kirowohradzkiej drużyny i został wybrany na kapitana. Łącznie rozegrał 432 mecze i strzelił 21 goli. W 1980 zakończył karierę piłkarza.

## Kariera trenerska
Karierę szkoleniowca rozpoczął po zakończeniu kariery piłkarza. Najpierw pomagał trenować piłkarzy w rodzimym klubie Zirka Kirowohrad. Następnie trenował amatorskie Kooperatyw Nowomyrhorod i Burewisnyk-Elbrus Kirowohrad. Pracował na odpowiedzialnym stanowisku w Kirowohradzkim Obwodowym Związku Piłki Nożnej. Trenował drużynę Ikra-Makbo Kirowohrad oraz szkolił dzieci w Szkole Sportowej w Akademii Lotnictwa w Kirowohradzie. W sezonie 1997/98 pracował na stanowisko głównego trenera drugoligowego klubu Torpedo Melitopol.
24 sierpnia 2013 zmarł w Kirowohradzie w wieku 64 lat.

## Sukcesy i odznaczenia

### Sukcesy piłkarskie
Zirka Kirowohrad
- zdobywca Pucharu Ukraińskiej SRR: 1975